# Opatijština
Opatijština (Opatija, Lovran, Mošćenička Draga i Matulji), zemljopisno-povijesni dio za sjeveroistočni dio Istre između masiva Učke i mora od Preluka do Zagora/Brseča, tj. uski obalni pojas s brdovitim zaleđem. Ponekad se ovaj dio Istre naziva Liburnijom, prema Liburnima, premda je to znatno šire područje Hrvatske koje se prostire daleko prema jugu. 
Geološka podloga Opatijštine su vapnenci. Brojni su bujični klanci i povremeni vodotoci. Za velikih kiša voda se s masiva Učke slijeva u more. Obala pred Opatijštinom na par mjesta ima i vrulje. 
Vegetacija je izrazito mediteranska, ali jako bujna zbog obilnih oborina, u današnjim turističkim naseljima flora je kultivirana i uzgajaju se mnoge egzotične biljne sorte (palme, magnolije i dr.).
Klima je blaga sredozemna jer je Opatijština (-istarski otoci) zaštićena masivima Učke. Tijekom cijele godine Opatijština ima više oborina od ostalih područja Istre.
Sva veća naselja i većinu manjih povezuje obalna cesta koja je probijena početkom 20. stoljeća. Glavnina prometa odvija se na sjevernom rubu Opatijštine i to pravcima iz Rijeke prema Trstu i Ljubljani te iz Rijeke tunelom Učka prema Pazinu i Buzetu. U povijesti je glavnina prometa išla morem. Posebice su bili važni Volosko i Preluk kao izlazne luke Kastva.
Na Opatijštini su postojala samo manja ribarska naselja stanovnici kojih su se bavili i sitnim poljodjelstvom i stočarstvom. Iznimka je bila Opatija, nastala oko samostana sv. Jakova. Prekretnica u razvoju ovog kraja bila je spoznaja o blagotvornu utjecaju klime i vegetacije, pa se od sredine 19. stoljeća stanovništvo intenzivnije bavi turizmom. Posebice se razvio poslije gradnje željezničke pruge Rijeka–Pivka. Od onda se grade hoteli, pansioni i vile u Opatiji i Lovranu. Danas je za gospodarstvo Opatijštine turizam je najvažnija djelatnost na cijeloj Opatijštini te na istarskim otocima Cres-Lošinj.